# Conus poormani
Conus poormani är en snäckart som beskrevs av S. S. Berry 1968. Conus poormani ingår i släktet Conus och familjen kägelsnäckor. Inga underarter finns listade i Catalogue of Life.

## Bildgalleri

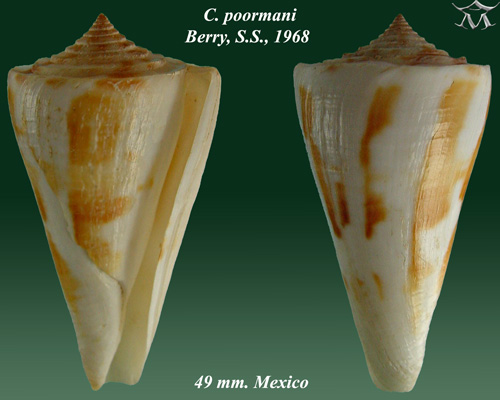